# Derby eterno (Slovenia)
Il derby eterno del calcio sloveno, noto semplicemente come derby eterno (Večni derbi) o derby sloveno (Slovenski derbi) è un derby calcistico tra il Maribor e il Olimpija Ljubljana, club fallito nel 2005. Nel 2005 venne fondata una nuova squadra, con la denominazione di NK Bežigrad, che successivamente cambiò denominazione in Olimpija Ljubljana. Poiché molti dei tifosi che sostenevano il scioltosi Olimpija iniziarono a tifare per il Bežigrad, la continuazione della rivalità è considerata essere per molti media e tifosi sloveni i derby tra il Maribor e il nuovo Olimpija Ljubljana, fondata nel 2005 come NK Bežigrad. Il nuovo club si considera la continuazione del club fallito nel 2004. Tuttavia, legalmente, l'attuale Olimpija Ljubljana è un club distinto e separato da quello vecchio, e non ha titoli per rivendicare la storia e il palmarès del vecchio Olimpija Ljubljana. La federcalcio slovena, la lega slovena e l'UEFA non riconoscono i titoli e le statistiche del nuovo Olimpia prima del 2005.

## Storia
La più grande rivalità del Maribor è con l'Olimpija, contro i quali disputano il derby eterno (Večni derbi). Il derby in origine era disputato tra Maribor e il "vecchio" Olimpija scioltosi nel 2004, ma al giorno di oggi la continuazione della rivalità è rappresentata, secondo alcuni media di Lubiana e tifosi, per lo più quelli del vecchio Olimpija, dalle partite tra Maribor e il nuovo Olimpija, fondato nel 2005 con la denominazione di NK Bežigrad. La rivalità ha origine agli inizi degli anni sessanta, quando il primo incontro tra le due squadre si disputò nel campionato jugoslavo. Le due squadre rappresentavano le due città più grandi della Slovenia, ovvero la capitale, Lubiana, e la seconda città per grandezza, Maribor; inoltre entrambe le squadre avevano il maggior numero di tifosi in tutta la nazione slovena. Tradizionalmente Lubiana rappresenta la parte occidentale dello stato, più florida, mentre Maribor è il centro della parte orientale della Slovenia, quella più arretrata. Inoltre, Lubiana fu sempre il centro culturale, economico e politico dello stato e Olimpija e i suoi sostenitori erano considerati come rappresentanti dei ceti più abbienti. Maribor, dall'altra parte, era una delle città più industrializzate della Jugoslavia, per cui la maggioranza della tifoseria proveniva dalle classi lavoratrici, il che significa che alla rivalità si aggiungeva una tensione politica, oltre che sociale e culturale. La vecchia rivalità raggiunse il suo picco nelle giornate finali del campionato 2000–01, quando si disputò uno degli incontri più celebrati nella storia del campionato sloveno, tra Olimpija e Maribor, disputatasi a Bežigrad. Entrambe le squadre erano in corsa per la vittoria del loro quinto titolo nazionale. All'Olimpija necessitava una vittoria per vincere il campionato, mentre per il Maribor era sufficiente il pareggio. In uno stadio colmo di spettatori (8.500), la partita si concluse in parità (1–1), sancendo per il Maribor la vittoria del loro quinto titolo consecutivo.
La rivalità tra le due squadre fu resa più intensa dal fatto che sia Maribor che Olimpija ebbero sempre il tifo di gruppi di Ultras chiamati rispettivamente Viole Maribor, sostenitori del Maribor, e Green Dragons, tifosi dell'Olimpija. I due gruppi sono quelli con il maggior seguito in tutta la nazione e non è infrequente che le partite tra le due squadre vengano interrotte per scontri violenti tra i due gruppi di Ultras, tra di loro, o con la polizia. È anche capitato, talvolta, che prima o dopo le partite, i tifosi delle due squadre si siano scontrati violentemente per le strade. Poiché il nuovo Olimpija è sostenuto da molti dei tifosi del vecchio Olimpija, per molti le partite tra il Maribor e il nuovo club sono la prosecuzione della rivalità tra Maribor e il vecchio Olimpija e si riferiscono al nuovo derby tra le due squadre con lo stesso nome di quello vecchio. Tuttavia, diversi tifosi, sia del Maribor che quelli di Lubiana, che non sono d'accordo sul considerare il nuovo derby una prosecuzione di quello vecchio, e anche parte dei media come RTV Slovenija e Večer non sono d'accordo sulla continuità tra i due derby. Le statistiche del vecchio e del nuovo Olimpija sono tenute separate dalla Federcalcio slovena e dalla Lega calcio slovena. Il primo incontro tra Maribor e il nuovo ebbe luogo il 24 ottobre 2007 ai quarti di finale della Coppa di Slovenia e fu vinto dal Maribor per 3–1. All'epoca l'Olimpija si chiamava ancora Olimpija Bežigrad. Statisticamente, negli incontri con i due Olimpjia, il Maribor è il club con maggiori successi sia nelle partite tra il 1962 e 2005, sia in quelli dal 2005 in poi, sia in assoluto.

## Statistiche ufficiali (1967-2004)
Derby tra Maribor e vecchio Olimpia
| Maggiori titoli vinti  | Maggiori titoli vinti | Maggiori titoli vinti |
| Competizione           | Maribor               | Olimpija              |
| ---------------------- | --------------------- | --------------------- |
| 1.SNL                  | 7                     | 4                     |
| Coppa di Slovenia      | 5                     | 4                     |
| Supercoppa di Slovenia | 0                     | 1                     |
| Totale                 | 12                    | 9                     |

### Elenco dei derby

#### Campionato jugoslavo
|          | Maribor – Olimpija | Maribor – Olimpija | Maribor – Olimpija | Maribor – Olimpija | Maribor – Olimpija | Olimpija – Maribor | Olimpija – Maribor | Olimpija – Maribor | Olimpija – Maribor | Olimpija – Maribor |
| -------- | ------------------ | ------------------ | ------------------ | ------------------ | ------------------ | ------------------ | ------------------ | ------------------ | ------------------ | ------------------ |
| Stagione | R.                 | Data               | Stadio             | Spett.             | Ris.               | R.                 | Data               | Stadio             | Spett.             | Ris.               |
| 1962–631 | 18                 | 17–03–1963         | Ljudski vrt        | 12.000             | 3–2                | 3                  | 02–09–1962         | Bežigrad           | 10.000             | 1–1                |
| 1963–641 | 6                  | 29–09–1963         | Ljudski vrt        | 12.000             | 1–1                | 21                 | 05–04–1964         | Bežigrad           | 18.000             | 1–1                |
| 1964–651 | 26                 | 16–05–1965         | Ljudski vrt        | 10.000             | 0–4                | 14                 | 15–11–1964         | Bežigrad           | 13.000             | 3–1                |
| 1967–68  | 13                 | 26–11–1967         | Ljudski vrt        | 13.000             | 0–0                | 28                 | 19–06–1968         | Bežigrad           | 8.000              | 2–2                |
| 1968–69  | 2                  | 25–08–1968         | Ljudski vrt        | 8.000              | 2–2                | 19                 | 16–03–1969         | Bežigrad           | 5.000              | 4–1                |
| 1969–70  | 11                 | 02–11–1969         | Ljudski vrt        | 7.000              | 3–2                | 28                 | 17–05–1970         | Bežigrad           | 5.000              | 2–1                |
| 1970–71  | 22                 | 11–04–1971         | Ljudski vrt        | 6.000              | 1–0                | 5                  | 13–09–1970         | Bežigrad           | 7.000              | 3–1                |
| 1971–72  | 34                 | 11–06–1972         | Ljudski vrt        | 1.500              | 3–6                | 17                 | 12–12–1971         | Bežigrad           | 5.000              | 3–0                |
| 1984–851 | 28                 | 12–05–1985         | Ljudski vrt        | 4.000              | 2–0                | 11                 | 21–10–1984         | Bežigrad           | 4.000              | 3–0                |
| 1985–862 | 3                  | 15–09–1985         | Ljudski vrt        | 3.500              | 2–1                | 16                 | 20–04–1986         | Bežigrad           | 1.500              | 0–0                |

1Campionato cadetto jugoslavo; 2Terza serie jugoslava; Fonte: Dati di archivio su nkmaribor.com
- Totale: Olimpija 8 vittorie (40%), 7 pareggi (35%), Maribor 5 vittorie (25%).

#### Campionato sloveno
|          | Maribor – Olimpija | Maribor – Olimpija | Maribor – Olimpija | Maribor – Olimpija | Maribor – Olimpija | Olimpija – Maribor | Olimpija – Maribor | Olimpija – Maribor | Olimpija – Maribor | Olimpija – Maribor |
| -------- | ------------------ | ------------------ | ------------------ | ------------------ | ------------------ | ------------------ | ------------------ | ------------------ | ------------------ | ------------------ |
| Stagione | R.                 | Data               | Stadio             | Spett.             | Ris.               | R.                 | Data               | Stadio             | Spett.             | Ris.               |
| 1991-92  | 13                 | 16–10–1991         | Ljudski vrt        | 4.000              | 2–1                | 34                 | 06–05–1992         | Bežigrad           | 7.000              | 2–0                |
| 1992-93  | 6                  | 04–04–1993         | Ljudski vrt        | 7.000              | 2–0                | 5                  | 12–09–1992         | Bežigrad           | 1.000              | 3–0                |
| 1993-94  | 30                 | 12–06–1994         | Ljudski vrt        | 4.500              | 3–1                | 15                 | 28–11–1993         | Bežigrad           | 5.000              | 1–1                |
| 1994-95  | 17                 | 05–03–1995         | Ljudski vrt        | 7.000              | 0–2                | 2                  | 14–08–1994         | Bežigrad           | 2.000              | 2–1                |
| 1995-96  | 4                  | 18–08–1995         | Ljudski vrt        | 7.000              | 5–1                | 14                 | 29–10–1995         | Bežigrad           | 3.000              | 0–1                |
| 1995-96  | 32                 | 11–05–1996         | Ljudski vrt        | 5.000              | 2–1                | 22                 | 17–03–1996         | Bežigrad           | 2.000              | 1–0                |
| 1996-97  | 1                  | 04–08–1996         | Ljudski vrt        | 5.000              | 0–0                | 11                 | 12–10–1996         | Bežigrad           | 2.800              | 1–0                |
| 1996-97  | 29                 | 04–05–1997         | Ljudski vrt        | 7.000              | 5–2                | 19                 | 01–03–1997         | Bežigrad           | 2.000              | 1–2                |
| 1997-98  | 4                  | 17–08–1997         | Ljudski vrt        | 6.500              | 2–0                | 14                 | 02–11–1997         | Bežigrad           | 2.000              | 3–1                |
| 1997-98  | 32                 | 16–05–1998         | Ljudski vrt        | 5.000              | 4–4                | 22                 | 21–03–1998         | Bežigrad           | 3.000              | 1–3                |
| 1998-99  | 19                 | 13–03–1999         | Ljudski vrt        | 7.000              | 3–1                | 8                  | 25–09–1998         | Bežigrad           | 5.000              | 1–4                |
| 1998-99  | 29                 | 15–05–1999         | Ljudski vrt        | 5.000              | 5–0                | N.D.               | N.D.               | N.D.               | N.D.               | N.D.               |
| 1999-00  | 18                 | 04–03–2000         | Ljudski vrt        | 4.000              | 0–0                | 7                  | 19–09–1999         | Bežigrad           | 5.000              | 2–4                |
| 1999-00  | 29                 | 29–04–2000         | Ljudski vrt        | 4.000              | 2–0                | N.D.               | N.D.               | N.D.               | N.D.               | N.D.               |
| 2000-01  | 11                 | 01–10–2000         | Ljudski vrt        | 8.000              | 1–3                | 22                 | 31–03–2001         | Bežigrad           | 4.500              | 1–1                |
| 2000-01  | N.D.               | N.D.               | N.D.               | N.D.               | N.D.               | 33                 | 27–05–2001         | Bežigrad           | 8.500              | 1–1                |
| 2001-02  | 10                 | 30–09–2001         | Ljudski vrt        | 5.500              | 3–2                | 21                 | 24–02–2002         | Bežigrad           | 5.000              | 0–1                |
| 2001-02  | 31                 | 24-04-2002         | Ljudski vrt        | 5.000              | 5–0                | N.D.               | N.D.               | N.D.               | N.D.               | N.D.               |
| 2002-03  | 14                 | 02–11–2002         | Ljudski vrt        | 5.000              | 0–3                | 3                  | 26–07–2002         | Bežigrad           | 5.000              | 0–1                |
| 2002-03  | N.D.               | N.D.               | N.D.               | N.D.               | N.D.               | 31                 | 25–05–2003         | Bežigrad           | 5.500              | 3–3                |
| 2003-04  | 12                 | 18–10–2003         | Ljudski vrt        | 4.000              | 0–0                | 1                  | 20–07–2003         | Ob Jezeru (N)      | 2.500              | 6–1                |
| 2003-04  | 31                 | 23–05–2004         | Ljudski vrt        | 7.000              | 0–0                | 26                 | 24–04–2004         | Bežigrad           | 3.500              | 1–2                |
| 2004-05  | 3                  | 20–10–2004         | Ljudski vrt        | 3.500              | 0–3                | 14                 | 07–11–2004         | Bežigrad           | 4.000              | 1–0                |

- Totale: Maribor 20 vittorie (52,6%), Olimpija 11 vittorie (29%), 7 pareggi (18,4%).

#### Coppa di Jugoslavia
| Stagione | Turno                | And/Rit | Data       | Stadio      | Spett. | Match   | Ris. | Vincitore |
| 1963–64  | 2º Turno             |         | 28–11–1963 | Bežigrad    | 5.000  | OL – MB | 1–0  | OL        |
| 1966–67  | 1º Turno             |         | N/A        | Bežigrad    | 10.000 | OL – MB | 1–1  | MB        |
| 1967–68  | Sedicesimi           |         | 12–11–1967 | Bežigrad    | 8.000  | OL – MB | 1–2  | MB        |
| 1969–70  | 3º Turno             |         | 18–10–1969 | Bežigrad    | 3.000  | OL – MB | 1–0  | OL        |
| 1970–71  | 3º Turno             |         | 29–10–1970 | Ljudski vrt | 3.500  | MB – OL | 1–3  | OL        |
| 1971–72  | Sedicesimi           |         | 28–10–1971 | Bežigrad    | 3.000  | OL – MB | 4–1  | OL        |
| 1972–73  | Finale               |         | 18–10–1972 | Ljudski vrt | 5.000  | MB – OL | 0–1  | /         |
| 1972–73  | Finale – Ripetizione |         | 06–12–1972 | Ljudski vrt | 3.500  | MB – OL | 1–2  | OL        |
| 1977–78  | Sedicesimi           |         | 07–09–1977 | Bežigrad    | 2.500  | OL – MB | 4–0  | OL        |
| 1979–80  | Sedicesimi           |         | 17–09–1979 | Ljudski vrt | 4.000  | MB – OL | 0–0  | MB        |
| 1967–68  | N/A                  |         | 11–09–1985 | Bežigrad    | 1.000  | OL – MB | 1–2  | MB        |
| 1977–78  | Sedicesimi           |         | 22–11–1987 | Bežigrad    | 1.500  | OL – MB | 4–0  | OL        |
| 1988–89  | 1º Turno             |         | 30–07–1988 | Ljudski vrt | 3.000  | MB – OL | 0–0  | MB        |

Fonte: dati di archivio su nkmaribor.com
- Serie vinte: Olimpija 7 (58%), Maribor 5 (38%).

#### Coppa di Slovenia
| Stagione | Turno      | And/Rit | Data       | Stadio      | Spett. | Match   | Ris.                 | Vincitore |
| 1991-92  | Finale     |         | 24–06–1992 | Bežigrad    | 2.000  | OL – MB | 0–0 (dts); 3–4 (dcr) | MB        |
| 1996-97  | Semifinale | And.    | 26–03–1997 | Ljudski vrt | 4.000  | MB – OL | 2–2                  | MB        |
| 1996-97  | Semifinale | Rit.    | 09–04–1997 | Bežigrad    | 600    | OL – MB | 0–2                  | MB        |
| 1998-99  | Finale     | And.    | 26–05–1999 | Bežigrad    | 2.000  | OL – MB | 2–3                  | MB        |
| 1998-99  | Finale     | Rit.    | 16–06–1999 | Ljudski vrt | 6.500  | MB – OL | 2–0                  | MB        |
| 2000-01  | Quarti     | And.    | 18–10–2000 | Ljudski vrt | 4.500  | MB – OL | 2–0                  | OL        |
| 2000-01  | Quarti     | Rit.    | 25–10–2000 | Bežigrad    | 3.000  | OL – MB | 3–0                  | OL        |
| 2002-03  | Quarti     | And.    | 02–10–2002 | Bežigrad    | 5,200  | OL – MB | 0–0                  | OL        |
| 2002-03  | Quarti     | Rit.    | 23–10–2002 | Ljudski vrt | 4.000  | MB – OL | 3–4                  | OL        |

- Serie vinte: Maribor 3 (66,6%), Olimpija 2 (33,3%).

### Testa a testa

#### Statistiche
|                        | Vittorie del Maribor | Pareggi | Vittorie dell'Olimpija |
| ---------------------- | -------------------- | ------- | ---------------------- |
| Campionato jugoslavo   |                      |         |                        |
| In casa del Maribor    | 5                    | 3       | 2                      |
| In casa dell'Olimpija  | 0                    | 4       | 6                      |
| In campo neutro        | 0                    | 0       | 0                      |
| Totale                 | 5                    | 7       | 8                      |
| Coppa di Jugoslavia    |                      |         |                        |
| In casa del Maribor    | 0                    | 2       | 3                      |
| In casa dell'Olimpija  | 2                    | 1       | 5                      |
| In campo neutro        | 0                    | 0       | 0                      |
| Totale                 | 2                    | 3       | 8                      |
| 1.SNL                  |                      |         |                        |
| In casa del Maribor    | 14                   | 6       | 4                      |
| In casa dell'Olimpija  | 10                   | 6       | 8                      |
| In campo neutro        | 0                    | 0       | 1                      |
| Totale                 | 24                   | 12      | 13                     |
| Coppa di Slovenia      |                      |         |                        |
| In casa del Maribor    | 3                    | 1       | 1                      |
| In casa dell'Olimpija  | 3                    | 2       | 1                      |
| In campo neutro        | 0                    | 0       | 0                      |
| Totale                 | 6                    | 3       | 2                      |
| Supercoppa di Slovenia |                      |         |                        |
| In casa del Maribor    | 0                    | 0       | 0                      |
| In casa dell'Olimpija  | 0                    | 0       | 0                      |
| Totale                 | 0                    | 0       | 0                      |
| Totale                 |                      |         |                        |
| 93                     | 37                   | 25      | 31                     |

#### Classifica
| Posizione | 62–631 | 63–641 | 64–651 | 67–68 | 68–69 | 69–70 | 70–71 | 71–72 | 84–851 | 85–862 | 91–92 | 92–93 | 93–94 | 94–95 | 95–96 | 96–97 | 97–98 | 98–99 | 99–00 | 00–01 | 01–02 | 02–03 | 03–04 | 04–05 |
| --------- | ------ | ------ | ------ | ----- | ----- | ----- | ----- | ----- | ------ | ------ | ----- | ----- | ----- | ----- | ----- | ----- | ----- | ----- | ----- | ----- | ----- | ----- | ----- | ----- |
| 1         |        |        | 1      |       |       |       |       |       |        | 1      | 1     | 1     | 1     | 1     |       | 1     | 1     | 1     | 1     | 1     | 1     | 1     |       |       |
| 2         |        | 2      |        |       |       |       |       |       |        |        | 2     | 2     |       | 2     | 2     |       |       |       |       | 2     |       |       | 2     |       |
| 3         | 3      |        | 3      |       |       |       |       |       |        | 3      |       |       | 3     |       |       |       |       |       |       |       |       | 3     | 3     |       |
| 4         |        | 4      |        |       |       |       |       |       |        |        |       |       |       |       | 4     |       |       |       |       |       | 4     |       |       |       |
| 5         |        |        |        |       |       |       |       |       |        |        |       |       |       |       |       | 5     | 5     |       |       |       |       |       |       |       |
| 6         | 6      |        |        |       |       |       |       |       |        |        |       |       |       |       |       |       |       | 6     |       |       |       |       |       | 6     |
| 7         |        |        |        |       |       |       | 7     |       |        |        |       |       |       |       |       |       |       |       | 7     |       |       |       |       | 7     |
| 8         |        |        |        |       |       |       |       |       |        |        |       |       |       |       |       |       |       |       |       |       |       |       |       |       |
| 9         |        |        |        |       |       |       |       | 9     |        |        |       |       |       |       |       |       |       |       |       |       |       |       |       |       |
| 10        |        |        |        |       |       | 10    |       |       |        |        |       |       |       |       |       |       |       |       |       |       |       |       |       |       |
| 11        |        |        |        | 11    |       |       |       |       |        |        |       |       |       |       |       |       |       |       |       |       |       |       |       |       |
| 12        |        |        |        | 12    | 12    |       |       |       |        |        |       |       |       |       |       |       |       |       |       |       |       |       |       |       |
| 13        |        |        |        |       |       |       | 13    |       |        |        |       |       |       |       |       |       |       |       |       |       |       |       |       |       |
| 14        |        |        |        |       |       |       |       |       |        |        |       |       |       |       |       |       |       |       |       |       |       |       |       |       |
| 15        |        |        |        |       |       |       |       |       | 15     |        |       |       |       |       |       |       |       |       |       |       |       |       |       |       |
| 16        |        |        |        |       | 16    | 16    |       |       | 16     |        |       |       |       |       |       |       |       |       |       |       |       |       |       |       |
| 17        |        |        |        |       |       |       |       |       |        |        |       |       |       |       |       |       |       |       |       |       |       |       |       |       |
| 18        |        |        |        |       |       |       |       | 18    |        |        |       |       |       |       |       |       |       |       |       |       |       |       |       |       |
| 19        |        |        |        |       |       |       |       |       |        |        |       |       |       |       |       |       |       |       |       |       |       |       |       |       |
| 20        |        |        |        |       |       |       |       |       |        |        |       |       |       |       |       |       |       |       |       |       |       |       |       |       |
| 21        |        |        |        |       |       |       |       |       |        |        |       |       |       |       |       |       |       |       |       |       |       |       |       |       |

1Campionato cadetto jugoslavo; 2Terza serie jugoslava;
- Totale:Maribor 12 volte in posizione migliore (54,5%), Olimpija 10 volte in posizione migliore (45,5%).

## Derby tra Maribor e nuovo Olimpia (2005-)

### Palmarès
| Maggiori trofei vinti | Maggiori trofei vinti | Maggiori trofei vinti |
| Competizione          | Maribor               | Olimpija              |
| --------------------- | --------------------- | --------------------- |
| 1.SNL                 | 10                    | 0                     |
| Coppa di Slovenia     | 7                     | 0                     |
| Supercoppa            | 2                     | 0                     |
| Totale                | 19                    | 0                     |

### Testa a testa

#### Partite

##### Campionato sloveno
|          | Maribor – Olimpija | Maribor – Olimpija | Maribor – Olimpija | Maribor – Olimpija | Maribor – Olimpija | Maribor – Olimpija | Olimpija – Maribor | Olimpija – Maribor | Olimpija – Maribor | Olimpija – Maribor | Olimpija – Maribor | Olimpija – Maribor |
| -------- | ------------------ | ------------------ | ------------------ | ------------------ | ------------------ | ------------------ | ------------------ | ------------------ | ------------------ | ------------------ | ------------------ | ------------------ |
| Stagione | Turno              | Data               | Stadio             | Spett.             | Ris.               | Report             | Turno              | Data               | Stadio             | Spett.             | Ris.               | Report             |
| 2009–10  | 4                  | 08–08–2009         | Ljudski vrt        | 6.000              | 1–0                | Rep.               | 13                 | 17–10–2009         | ŽAK                | 2.000              | 0–1                | Rep.               |
| 2009–10  | 22                 | 09–12–2009         | Ljudski vrt        | 2.500              | 2–1                | Rep.               | 31                 | 16–04–2010         | ŽAK                | 2.000              | 1–1                | Rep.               |
| 2010–11  | 13                 | 16–10–2010         | Ljudski vrt        | 8.000              | 0–0                | Rep.               | 4                  | 29–09–2010         | Stožice            | 10.000             | 0–1                | Rep.               |
| 2010–11  | 31                 | 04–05–2011         | Ljudski vrt        | 9.500              | 2–2                | Rep.               | 22                 | 12–03–2011         | Stožice            | 5.000              | 0–0                | Rep.               |
| 2011–12  | 16                 | 29–10–2011         | Ljudski vrt        | 12.500             | 2–2                | Rep.               | 7                  | 28–08–2011         | Stožice            | 8.000              | 4–1                | Rep.               |
| 2011–12  | 34                 | 12–05–2012         | Ljudski vrt        | 10.000             | 3–2                | Rep.               | 25                 | 21–03–2012         | Stožice            | 8.000              | 1–2                | Rep.               |
| 2012–13  |                    |                    |                    |                    |                    |                    | 5                  | 11–08–2012         | Stožice            | 5.500              | 0–0                | Rep.               |

- Totale: Maribor 6 vittorie (46,6%), 6 pareggi (46,6%), Olimpija 1 vittoria (7,6%).

#### Coppa di Slovenia
| Stagione | Turno            | And/Rit | Data       | Stadio      | Spett. | Match              | Ris. | Vincitore | Report |
| 2007–08  | Quarto di Finale | N.D.    | 24–10–2007 | Ljudski vrt | 3.500  | Maribor – Olimpija | 3–1  | Maribor   | Rep.   |
| 2009–10  | Ottavi di finale | N.D.    | 21–10–2010 | ŽAK         | 1.700  | Olimpija – Maribor | 0–1  | Maribor   | Rep.   |

- Serie vinte: Maribor 2 (100%), Olimpija 0 (0%).

##### Supercoppa di Slovenia
| Stagione | Turno | And/Rit | Data       | Stadio      | Spett. | Match              | Ris. | Vincitore | Report |
| 2012     | Final | N.D.    | 08–07–2012 | Ljudski vrt | 4.157  | Olimpija – Maribor | 1–2  | Maribor   | Rep.   |

- Serie vinte: Maribor 1 (100%), Olimpija 0 (0%).

### Statistiche
|                        | Vittorie del Maribor | Pareggi | Vittorie dell'Olimpija |
| ---------------------- | -------------------- | ------- | ---------------------- |
| 1.SNL                  |                      |         |                        |
| In casa del Maribor    | 3                    | 3       | 0                      |
| In casa dell'Olimpija  | 3                    | 3       | 1                      |
| In campo neutro        | 0                    | 0       | 0                      |
| Totale                 | 6                    | 6       | 1                      |
| Coppa di Slovenia      |                      |         |                        |
| In casa del Maribor    | 1                    | 0       | 0                      |
| In casa dell'Olimpija  | 1                    | 0       | 0                      |
| In campo neutro        | 0                    | 0       | 0                      |
| Totale                 | 2                    | 0       | 0                      |
| Supercoppa di Slovenia |                      |         |                        |
| In casa del Maribor    | 1                    | 0       | 0                      |
| In casa dell'Olimpija  | 0                    | 0       | 0                      |
| Totale                 | 1                    | 0       | 0                      |
| Totale                 |                      |         |                        |
| 16                     | 9                    | 6       | 1                      |

### Posizione
| Posizione | 2009–10 | 2010–11 | 2011–12 | 2012–13 |
| --------- | ------- | ------- | ------- | ------- |
| 1         |         | 1       | 1       |         |
| 2         | 2       |         | 2       |         |
| 3         |         |         |         |         |
| 4         | 4       | 4       |         |         |
| 5         |         |         |         |         |
| 6         |         |         |         |         |
| 7         |         |         |         |         |
| 8         |         |         |         |         |
| 9         |         |         |         |         |
| 10        |         |         |         |         |

- Totale: Maribor 3 posizioni migliori (100%), Olimpija 0 posizioni migliori (0%).